# Аранета Колисеум
Аранета Колисеум (енгл. Araneta Coliseum) је вишенаменска затворена арена у Гелора Бунг Карно спортском комплексу у Кезон Ситију, Метро Манила. Индонезија. Изградња је завршена и арена отворена 16. марта 1960. године, има максимални капацитет седења од 14.425 и служио је као једно од места одржавања Светског првенства у кошарци 2023..
Названа „Велика купола” (The Big Dome), то је једна од највећих затворених арена у Азији и једна од највећих купола са природним осветљењем. Купола мери приближно 1.080 m (3.540 ft) што је чини највећом куполом у Азији од њеног отварања од 1960. до 2001. када ју је надмашио стадион Оита у Јапану са куполом од 2.740 m (8.990 ft).
Смарт Аранета Колисеум се углавном користи за спортове у затвореном простору као што су кошарка и одбојка. То је главно место Филипинског кошаркашког савеза и кошаркашких утакмица Националне академске атлетске асоцијације и Универзитетског атлетског савеза Филипина током различитих сезона утакмица. „Велика купола” се такође користи за друге спортове и догађаје као што су бокс, борбе петлова, локални и међународни концерти, циркуси, верска окупљања и такмичења лепоте.

## Историја
Године 1952, Ј. Амадо Аранета, члан породице Аранета, купио је од Радио Корпорејшн ов Америка (РЦА) 35 hectares (86 acres) земље на Кубау која укључује породичну кућу Аранета и која је омеђена Авенијом Епифанио Делос Сантос или ЕДСА , Аурора Боулевард, П. Туазон и 15. Авенуе.
Колосеум Аранета је изграђен од 1957. до краја 1959. године, а дизајнирали су га и изградили архитекта Доминадор Лаксон Лугту и инжењер Леонардо Оњунко Лугту. Од 1960. до 1963. Колисеум је био признат као највећи наткривени колосеум на свету. Данас остаје једна од највећих купола са чистим распоном на свету са пречником куполе од 108 метара.
Колосеум је отворен 16. марта 1960. године када је Габријел „Флеш“ Елорде боксовао за Светску јуниорску круну у лакој категорији против Харолда Гомеса. Цена улазница је тада била 80 центавса, а резервни део је био пет пезоса. Колосеум је такође имао базен и сеницу током свог отварања, који се налази на тренутној локацији Аранета Сити Паркинг Гараж Саута и Новотел Манила Аранета Сити. Међутим, представљени објекти су се затворили неколико година касније.
Хидра-Риб кошаркашки семафори који су први пут коришћене 1995. године замењени су са Спалдинговим 7. јануара 2015. године. Семафори су први пут коришћене у првој утакмици финала ПБА филипинског купа 2014/15. а 9. јуна 2017. године замењени су дигитални мерачи времена ОЕС СХОТС-14Г7. Новији су први пут коришћени у утакмици 3 четвртфиналног меча Купа комесара ПБА 2017. између ТНТ катропа и Мералко болтса.
Уочи ФИБА Светског првенства у кошарци 2023. године, Аранета Колисеум је реновиран.

## Архитектура и дизајн
Аранета Колисеум је затворена арена коју је дизајнирао Доминадор Лаксон Лугту. Спортска арена има велику куполу пречника 108 m (354 ft) као кров.  Купола је висока 37 m (121 ft)) на највишој тачки. Конструкцију подржава 48 бетонских стубова и 48 металних ребара.] Има површину од 2,300 m2 (24,76 sq ft).
Ричард де Леон из Атлантика, Залива и Пацифика урадио је челични оквир места, осмишљено је 4.965 алуминијумских лимова ширине  73 m × 12 m × 24 m (240 ft × 39 ft × 79 ft). Паром обрађено дрво од разних филипинских тврдих дрвета као што су апитонг, тангуиле и нара монтирано помоћу жлебова је такође коришћено као подршка стабилности објекта.

## Рекордне посете
Дана 1. октобра 1975. године, када је одржана трила у Манили (Thrilla in Manila), Колосеум је био испуњен са више од 50.000 људи упркос влаге и врућини и прекршивши укупни пројектовани капацитет Колосеума, који је тада званично важио за 36.000 људи.
| Категорија | Догађај                                  | Посета           | Датум             | Ref.   |
| ---------- | ---------------------------------------- | ---------------- | ----------------- | ------ |
| Рекорд     | Трила у Манили                           | 50.000 (процена) | 1. октобар 1975.  | [ 14 ] |
| Кошарка    | ФЕУ тамаравси и НУ булдогси Финале УААФа | 25.138           | 15. октобар 2014. | [ 15 ] |
| Бокс       | 50.000 (процена)                         | 1. октобар 1975. | 1. октобар 1975.  | [ 14 ] |